# Triệu Bỉnh Quân
Triệu Bỉnh Quân (chữ Hán: 赵秉钧, 3 tháng 2 năm 1859 - 27 tháng 2 năm 1914), tự Trí Am (智庵) là chính trị gia cuối thời nhà Thanh và đầu thời Dân quốc tại Trung Quốc, Triệu cũng là cộng sự thân cận của Viên Thế Khải. Triệu Bỉnh Quân là người thiết lập nên hệ thống cảnh sát hiện đại ở Trung Quốc, là đảng viên Quốc dân Đảng và từng giữ chức Quốc vụ Tổng lý (Thủ tướng) Trung Hoa Dân quốc.
Triệu Bỉnh Quân cũng bị buộc tội đã lên kế hoạch trong vụ ám sát một lãnh đạo của Quốc dân Đảng là Tống Giáo Nhân ngày 22 tháng 3 năm 1913 nhằm loại bỏ đối thủ chính trị phục vụ cho ý đồ của Viên. Ông phủ nhận cáo buộc nhưng vẫn từ chức Quốc vụ Tổng lý để bảo vệ Viên Thế Khải, sau đó ông được bổ nhiệm làm Tổng đốc Trực Lệ. Ngày 27 tháng 2 năm 1914, Triệu Bỉnh Quân bị đột quỵ và qua đời, khi Viên Thế Khải xưng đế truy phong cho ông tước nhất đẳng Trung Tương Công.